# Dysphania pseudomultiflora
Dysphania pseudomultiflora là loài thực vật có hoa thuộc họ Dền. Loài này được (Murr) Verloove & Lambinon mô tả khoa học đầu tiên năm 2006.